# Essex (Missouri)
Essex é uma cidade localizada no Estado americano de Missouri, no Condado de Stoddard.

## Demografia
Segundo o censo americano de 2000, existiam 524 habitantes, 216 agregados familiares, e 146 famílias a residir na cidade. Em 2006, foi estimada uma população de 529, um aumento de 5 (1.0%).
A densidade populacional era de 722,6/km². A composição racial da cidade era de  99,05%  de brancos, 0,19%  de asiáticos, e 0,76% de três ou mais raças. Espânicos ou latinos representam nas outras raças 0,38% da população.
Havia 216 agregados familiares dos quais 28,7% tinham crianças com menos de 18 a viver com eles, 55,1% eram casais a viver juntos, 8,8% tinham mulheres como chefes de família sem maridos presentes, e 32,4% não eram famílias. 31,5% de todos os agregados familiares eram constituídos por pessoas sozinhas e 17,1% tinham alguém a viver sozinho com 65 anos ou mais. A média do tamanho dos agregados era de 2,43 e a média do tamanho das famílias era de 3,02.
Na cidade a população estava distribuída da seguinte forma: 24,4% tinha menos de 18 anos, 9,0% tinha entre 18 e 24 anos, 26,1% entre os 25 e os 44 anos, 20,4% entre 45 e 64 anos, e 20,0% que tinham 65 anos ou mais. A média de idades era de 37 anos. para cada 100 mulheres havia 83,2 homens. Para cada 100 mulheres com 18 anos ou mais, havia 85,0 homens.
O rendimento médio anual para cada agregado familiar na cidade era de $28.036, e o rendimento anual por família era de $35.673. Os homens tinham um rendimento médio de $25.000 contra $20.833 para as mulheres. O rendimento per capita da cidade era de $14.345. Cerca de 8,2% das famílias e 12,0% da população estavam abaixo linha de pobreza, dos quais 15,2% têm menos de 18 e 14,9% têm 65 anos ou mais.

## Geografia
Essex está localizada 36° 48′ 43″ N, 89° 51′ 45″ O, a 9,65 km este de Dexter.
De acordo com o United States Census Bureau tem uma área de
0,7 km², dos quais 0,7 km² cobertos por terra e 0,0 km² cobertos por água. Essex localiza-se a aproximadamente 95m acima do nível do mar.

## Localidades na vizinhança
O diagrama seguinte representa as localidades num raio de 16 km ao redor de Essex.